# USA i olympiska vinterspelen 1976
USA deltog med 106 deltagare vid de olympiska vinterspelen 1976 i Innsbruck. Totalt vann de tre guldmedaljer, tre silvermedaljer och fyra bronsmedaljer.

## Medaljer

### Guld
- Dorothy Hamill - Konståkning
- Peter Mueller - Skridskor, 1 000 meter
- Sheila Young - Skridskor, 500 meter

### Silver
- Sheila Young - Skridskor, 1 500 meter
- Leah Poulos-Mueller - Skridskor, 1 000 meter
- Bill Koch - Längdskidåkning, 30 kilometer

### Brons
- Sheila Young - Skridskor, 1 000 meter
- Dan Immerfall - Skridskor, 500 meter
- Colleen O'Connor och Jim Millns - Konståkning, isdans
- Cindy Nelson - Alpin skidåkning, störtlopp